# Camillo Ballin
Camillo Ballin (ur. 24 czerwca 1944 w Fontaniva, zm. 12 kwietnia 2020 w Rzymie) – włoski duchowny katolicki, wikariusz apostolski Arabii Północnej w latach 2005–2020.

## Życiorys
Święcenia kapłańskie otrzymał 30 marca 1969 w zgromadzeniu Misjonarzy Kombonianów. Po rocznym przygotowaniu wyjechał do Egiptu i rozpoczął pracę w jednej ze stołecznych parafii. W latach 1977–1980 studiował liturgikę Kościołów wschodnich, po uzyskaniu zaś tytułu licencjata został wykładowcą tego przedmiotu w kairskim instytucie teologicznym oraz przełożonym egipskiej prowincji zakonnej. W 1990 rozpoczął pracę w Sudanie i założył instytut formacyjny dla katechetów szkolnych. W latach 1997–2000 doktoryzował się w Rzymie z zakresu historii Kościoła,  w 2000 zaś ponownie wyjechał do Kairu i został dyrektorem zakonnego centrum studiów arabsko-muzułmańskich.
14 lipca 2005 papież Benedykt XVI mianował go wikariuszem apostolskim Kuwejtu, nadając mu stolicę tytularną Arna. Sakry biskupiej udzielił mu 2 września 2005 w stołecznej prokatedrze kardynał Crescenzio Sepe.
31 maja 2011 po zmianie struktur wikariatu został pierwszym wikariuszem apostolskim Arabii Północnej. Zmarł 12 kwietnia 2020.